# Гексафторид теллура
Гексафторид теллура — неорганическое соединение теллура и фтора с формулой TeF6, бесцветный токсичный газ с неприятным запахом.

## Получение
- Действие фтора на теллур при нагревании:

{\displaystyle {\mathsf {Te+3F_{2}\ {\xrightarrow {150^{o}C}}\ TeF_{6}}}}

## Физические свойства
Гексафторид теллура — бесцветный газ, устойчив в сухом воздухе, растворяется в воде с гидролизом.
Не действует на стекло.

## Химические свойства
- Реагирует с водой с образованием ортотеллуровой кислоты через промежуточные стадии образования фторотеллуровых кислот:

{\displaystyle {\mathsf {TeF_{6}\ {\xrightarrow {H_{2}O}}\ TeF_{n}(OH)_{6-n}\ {\xrightarrow {H_{2}O}}\ H_{6}TeO_{6}}}}
- С фторидами металлов образует гепта- и октафторотеллураты:

{\displaystyle {\mathsf {TeF_{6}+AgF\ {\xrightarrow {}}\ Ag[TeF_{7}]}}}
{\displaystyle {\mathsf {TeF_{6}+BaF_{2}\ {\xrightarrow {}}\ Ba[TeF_{8}]}}}